# Dizzy (Guilty Gear)
Dizzy (ディズィー Dizi) è un personaggio immaginario appartenente alla serie di videogiochi pichiaduro Guilty Gear creata da Daisuke Ishiwatari. Dizzy è un ibrido tra un umano e un gear,ma non è consapevole delle sue origini. 
È figlia di Justice e Sol Badguy e moglie di Ky Kiske,nonché madre di Sin Kiske.

## Aspetto
La prima cosa che salta alla vista sono le sue ali: Necro, quella verdastra simile a un cupo mietitore e quella bianca Undine, con un aspetto più angelico e la sua coda nera simile a quella di una salamandra. 
Necro e Undine possono attaccare e difendere alternativamente, trasformandosi in forme diverse e agendo separatamente. Di solito assumono la forma di semplici ali di colore diverso, possono trasformarsi e coprire le parti del corpo di Dizzy o addirittura coprirla completamente, Necro ha preso il controllo più volte di Dizzy trasformandola in un demone.
Dizzy ha tre abiti principali. Il suo abito nero in Guilty Gear X ha una gonna lunga che raggiunge fino alla caviglia, basso scollo off-shoulderet e maniche più in forma. Il suo solito vestito, quello che indossa durante la battaglia, è un abito stretto e provocatorio, con due cinture incrociate che coprono a malapena la zona del petto con l'ombelico esposto, e le maniche bianche e gonfie coprono le braccia. In -REVELATOR-, viene aggiunto un pannello abbottonato simile a una camicia per un look più conservativo, e i piatti a piuma sostituiscono le maniche gonfie. Il suo terzo outfit è la sua uniforme da Jellyfish Pirate che include un top da marinaio corto e pantaloncini jeans. I suoi stivali sono gli stessi.
I suoi capelli blu scuro sono molto lunghi, raggiungendo fino alle ginocchia, e i suoi occhi sono rossi come gli altri ingranaggi. Dizzy è appassionata di nastri gialli, in quanto ne ha due sulle code di cavallo e una sulla coda
Il suo nome potrebbe derivare da Darren Dizzy Reed keyboardist per la band Guns N' Roses.

### Profilo
Dizzy è un ibrido umano-gear femmina con capelli blu,occhi rossi,caratteristici dei gear e due ali:Necro e Undine. È alta 167 centimetri e pesa 56 chili. Il suo gruppo sanguigno non è analizzabile. Il suo hobby è prendersi cura delle sue ali.
Le piacciono gli anime, la natura in generale e la sua famiglia.

## Storia immaginaria
I dettagli della nascita di Dizzy non sono completamente noti, solo che sua madre è il Gear Justice. È fortemente implicito che Aria Hale, fidanzata romanticamente con Frederick Bulsara all'epoca, fosse incinta prima di essere crio-congelata da Quell'uomo nel 2016 e mentre stava sufacendo la conversione di Gear per diventare Justice per tutto il 2073. Inoltre, Guilty Gear 2 -Overture- Material Collection mostra che le madri Gear partoriscono deponendo le uova, forse suggerendo come Dizzy è nato mentre Hustice era sigillata.
Tutto ciò che è noto per certo è che Dizzy è stato trovato come una bambina nel 2178 e cresciuto da una vecchia coppia senza figli secondo Guilty Gear X Drama CD Volume 2. Gli altri abitanti del villaggio si spaventarono da quando Dizzy invecchiava fino all'età adulta in tre anni, e ancora di più dopo che lei crebbe le ali e una coda. Poiché nemmeno lei sapeva cosa fosse, Dizzy fu trattata come un Gear, essenzialmente, era un "mostro" da biasimare per le Crociate che erano appena finite tre anni prima. 
Nel suo episodio in Guilty Gear Xrd REV 2, Dizzy visita un Ky sconvolto, occupato a ispezionare l'auto-riparante Thunderseal. Ricordano il giorno in cui si sono incontrati per la prima volta, quando hanno discusso su quanto fosse fattibile l'idea di proteggere qualcuno senza ferire un altro. Ky attribuì alla mancanza di una condanna a Dizzy di non avere una 'sedia' nel suo cuore, e giurò di abbatterla. Anche se Ky stava vincendo il loro combattimento, si rifiutò di uccidere Dizzy per mostrarle che alcuni umani potevano contenere il suo potere, il che significa che poteva vivere tra gli umani. Nel presente, i due giocano insieme e Dizzy riesce a vincere. Quando Ky nota un miglioramento delle sue abilità, Dizzy afferma che è semplicemente perché ora ha una 'sedia' nel suo cuore, in modo che Ky possa tornare a casa quando vuole.
Nella modalità Storia, Dizzy si presenta brevemente per respingere un'invasione di Illyria aprendo Anti-Matter Gears con il suo Gamma Ray, lavorando insieme a molti alleati. Nel frattempo, Ky, Sin, Sol e Jack-O' Valentine hanno il compito di salvare Elphelt mentre Jack-O' prende il suo posto e si fonde con Justice per diventare una piena Aria Hale.
Nell'epilogo A, Dizzy e Ky accolgono Elphelt, Ramlethal e Sin nel loro stato. Discutono di quanto tempo possono rimanere come Ky vuole rendere il loro matrimonio pubblico; Elphelt legge poi un articolo di giornale che mostra che le persone stanno lodando il coinvolgimento di Dizzy nella battaglia, anche affermando che sarebbe stata una regina perfetta per Ky. Dizzy è commossa a lacrime che la gente ha scritto nonostante la conoscenza del suo sangue di Gear. Dizzy si chiede anche se lei dovrebbe chiamare Sol "Padre" da allora in poi. In quel momento, Sol si presenta alla tenuta, ma Ky chiede a Dizzy di permettergli di parlare con Sol in privato.

## Poteri e abilità caratteristiche
Come figlia di Justice, Dizzy è un Gear di tipo comandante e ha molti poteri latenti. Questi le hanno dato molti vantaggi in battaglia, sostituendo l'esperienza con la forza pura. Secondo il dottor Paradigm, il potere di Dizzy è uguale o addirittura maggiore di quello di Justice, ma la sua personalità benevola le impedisce di raggiungere il suo pieno potenziale. Mentre inizialmente mancava del controllo sui suoi poteri, Dizzy è gradualmente cresciuta nell'esperienza di combattimento e, come di -REVELATOR-, ha esercitato una maggiore padronanza del suo enorme potere.
Da sua madre, Dizzy ha ereditato l'abilità Gear Resonance che le consente di manipolare le menti di Gears e Youkai, oltre a far risorgere qualsiasi Gears dormiente o morto. Possiede anche il controllo sulle particelle Gamma, essendo in grado di canalizzarle sotto forma di raggi devastanti e potenti, ed è abile nel maneggiare luce, acqua, fulmini e fuoco che mostrano magie che mostrano una certa abilità nel manipolare i sigilli della terra. È anche incredibilmente resistente, sopravvivendo a una caduta di 10.000 piedi senza infortuni duraturi grazie alle sue veloci capacità rigenerative. In una sequenza temporale alternativa, fu in grado di sostituire Justice come comandante di Gear, e sopravvisse a molti tentativi mortali nella sua vita.
Le armi di Dizzy sono i suoi sistemi, Necro e Undine, che normalmente assumono la forma del suo paio di ali. Possono trasformarsi in armi mortali e trasformare Dizzy parzialmente o completamente. Se Dizzy fosse in estremo pericolo, Necro e Undine possono attivare i loro protocolli di autodifesa, distruggendo tutto ciò che minaccia la vita di Dizzy. Se non è in grado di rispondere (come perdere conoscenza), sono in grado di assumere il suo corpo per combattere al posto suo.
Per quanto riguarda il gameplay, Dizzy favorisce i combattimenti a distanza. Avendo una difesa abbastanza buona, può esercitare pressioni sugli avversari da lontano, ma anche a distanza ravvicinata. Il suo set di mosse ruota attorno ai suoi proiettili; può destreggiarsi con un avversario rompendo le sue difese con i suoi attacchi a distanza, quindi precipitandosi giù con le sue normali mosse che infliggono un grande danno. Tuttavia, i suoi Overdrive ad alto danno sono difficili da realizzare e il suo raggio gamma consuma l'intera barra di tensione. In modalità EX, ottiene i bonus della sua installazione Necro e un'eccellente mossa corpo a corpo Gabriel Sword.